# De Indiae Utriusque Re Naturali et Medica
De Indiae Utriusque Re Naturali et Medica é o título do livro de Guilherme Piso, médico holandês que viveu no Brasil Holandês durante o período nassoviano, publicado em 1658, como uma segunda edição da obra Historia Naturalis Brasiliae.

## Histórico
Insatisfeito da edição levada a termo por João de Laet no Historia Naturalis, Piso preparou uma segunda, dez anos mais tarde. 
Em 1658 publica, assim, o seu De India utriusque re naturali et medica - objetivando melhorar a obra anterior, anexando ali o Tractatus Topographicus de George Marcgraf  e colaboração de Jacobus Bontius, de quem se tornara amigo ainda durante os anos de estudo na faculdade. Mesclou o trabalho do Historia Naturalis Brasiliae às suas próprias anotações das ervas medicinais, e adicionou capítulos sobre uma certa Mantissa aromatica que lhe valeram o epíteto de "supersticioso", que na verdade uma reedição de obra do tio de sua esposa, Augier Cluyt (nome científico Clutius) médico e botânico de Amsterdam, sobre o qual Juliano Moreira é taxativo: "Bem dispensável, aliás, seria a reedição de tal livro..."
E. W. Gudger, biógrafo de Margraf, sobre esta edição, opinou: "Não somente não se trata da melhoria do trabalho de Marcgraf como ainda, e em vários pontos, é-lhe incontestavelmente inferior (...) Segundo parece,  não conseguiu ele obter os desenhos originais a serem então descritos, aqueles que haviam sido a fonte das ilustrações da primeira edição. Assim se apresentam copiados da edição de 1648, ou inspirados por descrições, mal colocadas no texto, ou inteiramente omitidas do dizer de Lichtenstein. Em suma, tal edição pouco ou mesmo nada, acresce ao renome de Piso".
Já alvo de acusações de plagiar o trabalho de Marcgraf, Piso consigna, na página 107, uma mensagem onde expressa: "Certas figuras e anotações emprestei-as ao meu ótimo e diligentíssimo companheiro Markgravio, resultantes de observações feitas em nossas viagens. E isto quero advertir, não vá algum malévolo murmurar que ilustrei os meus escritos com figuras alheias furtadas".

## Características
Com título completo De Indiae Utriusque Re Naturali et Medica Libri Quatuordecim, Quorum contenta pagina sequens exhibet, traz a edição como sendo Imprenta Ludovicum et Danielem ELZEVIRIOS, AMSTELAEDAMI. Contém 12 folhas preliminares não-numeradas de um total de 327 numeradas (329 no total). Ex-libris de Liechtensteinhaus.

## Furto
Em 21 de março de 2024, uma cooperação policial internacional entre a Polícia Federal do Brasil e a Polícia Metropolitana de Londres (Scotland Yard), pela Unidade de Artes e Antiguidades, recuperou em Londres, no Reino Unido, uma obra literária que havia sido furtada do Museu Emílio Goeldi, em Belém do Pará, em 2008. Três servidores do museu foram denunciados por peculato culposo em 2011.